# Рождественка (Гайський міський округ)
Рожде́ственка (рос. Рождественка) — селище у складі Гайського міського округу Оренбурзької області, Росія.

## Населення
Населення — 4 особи (2010; 4 у 2002).
Національний склад (станом на 2002 рік):
- росіяни — 100 %